# ガラスの森 (国生さゆりの曲)
「ガラスの森」（ガラスのもり）は、国生さゆりの8枚目のシングル。1988年4月30日に発売された。発売元はCBS/SONY RECORDS。

## 概要
エスキモーアイスクリーム「チェリオ」のCMソング。CMでは国生がスカート姿で側転を披露している。
定期的に曲を発売するアイドル歌手としては最後のシングルとなった。初めてかつ唯一8センチCDシングルが発売された。同年6月、本作と前作「恋は遠くから」を収録した3枚目のオリジナル・アルバム『SUMMERSNOW』が発売された。

## 逸話
当時の担当マネージャー高橋章から「俺の目の黒いうちはもう、お前にレコードは出させない」と言われた。本人は歌う事を続けたいと、直談判したが認めてもらえなかった。その理由はこのマネージャーが国生と結婚すると、マネージャーの家族に告げていたのを知り、国生がマネージャーを遠ざけたのが原因で、芸能活動に支障を及ぼす。以降は女優業を中心に活動してゆくが、ミニ・アルバム『さかな』（1989年発売）を発売。収録曲の「大きいねこ」「サカナ」は本人が作詞を担当している。

## 収録曲
全曲作詞：森雪之丞、作曲：瀬井広明、編曲：難波正司

### 8センチCD
1. ガラスの森
2. WAIT!

### 7インチ・レコード

#### SIDE A
1. ガラスの森

#### SIDE B
1. WAIT!

### シングルカセット

#### SIDE A
1. ガラスの森（歌入り）
2. ガラスの森（カラオケ）

#### SIDE B
1. WAIT!（歌入り）
2. WAIT!（カラオケ）

## 収録アルバム
- SUMMER SNOW（1988年）
- 国生さゆり ベスト･コレクション（1997年）- 「ガラスの森」
- GOLDEN☆BEST 国生さゆり SINGLES（2002年）